# Кодака, Наоки
Наоки Кодака (яп. 小高直樹 Кодака Наоки) — японский композитор, работавший над музыкой для видеоигр компании Sunsoft. Написал и запрограммировал музыку для многих игр компании, начиная с игры Blaster Master, выпущенной в 1988 году. Работал над музыкой к играм для различных игровых консолей, включая NES, Game Boy, SNES, Mega Drive и Saturn. В частности, в играх для платформы NES Кодака отметился использованием канала DPCM для воспроизведения семплов бас-гитары, тогда как прочие NES-композиторы в основном использовали его для ударных.
Написанная Наоки музыка для первых двух игр серии Albert Odyssey была включена в третий и четвёртый тома сборника Orchestral Game Concert. В некоторых играх упоминался в титрах как «N. Kodaka» и «Kodaka-san».

## Известные работы
- After Burner (NES, 1989)
- After Burner II (NES, 1989)
- Albert Odyssey (SNES, 1993)
- Albert Odyssey 2: Jashin no Taidou (SNES, 1994)
- Albert Odyssey: Legend of Eldean (Saturn, 1996)
- Blaster Master (Chô Wakusei Senki Metafight in Japan)(NES, 1988)
- Batman (NES, 1989)
- Batman (Game Boy), 1990)
- Batman (Mega Drive/Genesis, 1990)
- Batman: Return of the Joker (NES, 1991)
- Gremlins 2: The New Batch (NES, 1990)
- Journey to Silius (Raf World in Japan) (NES, 1990)
- Super Fantasy Zone (Mega Drive/Genesis, 1992)
- Super Spy Hunter (Battle Formula in Japan)(NES, 1991)
- Ufouria: The Saga (Hebereke in Japan)(NES, 1991)
- Waku Waku 7 (Arcade, Saturn, 1996)